# Antônio Américo Camargo de Andrade
Antônio Americo de Camargo Andrade (São Paulo, 3 de dezembro de 1901 — São Paulo, 23 de maio de 1932) foi uma dentre as pessoas mortas na manifestação ocorrida em 23 de maio de 1932 na capital paulista que, entre outras razões, veio a motivar a Revolução Constitucionalista de 1932. Seu nome integrou a sigla e designação simbólica M.M.D.C..

## Biografia
Antônio Américo Camargo de Andrade nasceu no dia 3 de dezembro de 1901 em São Paulo, filho de Nabor de Camargo Andrade e de Hermelinda Nogueira de Camargo. Era casado com Inaiah Teixeira de Camargo e tinha três filhos: Clesio, Yara e Hermelinda. Tinha os irmãos, Ciro de Camargo de Andrade, Laura Camargo de Andrade e Rita de Camargo Sampaio Ferraz. Pertencia a uma tradicional família de cafeicultores da região de Amparo, no interior paulista.

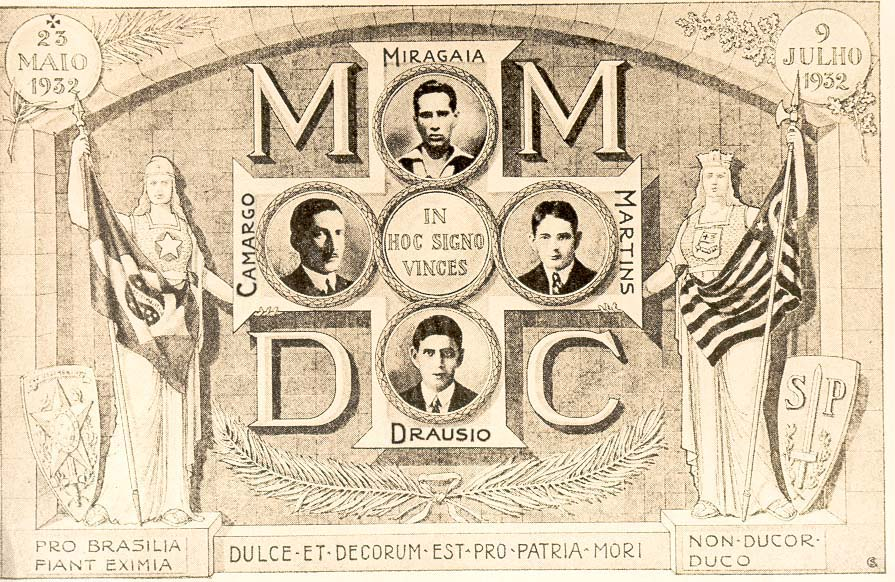
Cartão-postal em homenagem ao MMDC

No dia 23 de maio de 1932, participou da manifestação ocorrida na frente do prédio do Partido Popular Paulista, na rua Barão Itapetininga, Praça da República, em São Paulo. Esta organização (anteriormente denominada de "Legião Revolucionária") era encabeçada por Miguel Costa e congregava militares, políticos e ex-integrantes da Coluna Prestes, e servia como suporte político-militar para os interesses da ditadura de Getúlio Vargas então vigente. Naquela ocasião, alguns manifestantes tentaram invadir a sede daquela organização, e como resposta os soldados então situados dentro do prédio se posicionaram nas janelas e lá iniciaram fuzilaria sobre os manifestantes. Camargo foi um dentre aqueles que foram alvejados e veio a óbito no mesmo local.
Com o Decreto de n.º 24 712, de 6 de Julho de 1955 do Governo do Estado de São Paulo, seus restos mortais foram trasladados para o Monumento Mausoléu ao Soldado Constitucionalista de 1932.
Em 2011, com a lei federal nº 12 430, o seu nome e de Dráusio Marcondes de Souza, de Euclides Bueno Miragaia e de Mário Martins de Almeida foram inscritos no Livro dos Heróis da Pátria, localizado no Panteão da Pátria e da Liberdade Tancredo Neves, em Brasília. O episódio ocorrido naquela manifestação, que resultou na morte dessas quatro pessoas, foi uma das razões que motivaram a Revolução Constitucionalista de 1932. Assim, eles se tornaram mártires e símbolos daquele movimento, denominados pela sigla M.M.D.C., respectivamente: Martins, Miragaia, Dráusio e Camargo, que por sua vez também era a denominação da organização clandestina que veio a conspirar contra o governo provisório de Vargas, contribuindo na articulação e coordenação daquela Revolução.
Em 2004, foi acrescido ao MMDC a letra "A", em homenagem a Orlando de Oliveira Alvarenga que, também ferido naquele episódio, veio a falecer após mais de 2 meses internado.